# نيكولا شامبيون
نيكولا شامبيون هو ملحن بلجيكي، ولد في 1480 في لياج في بلجيكا، وتوفي في 20 سبتمبر 1533 في Lier, Belgium ‏ في بلجيكا.

## وصلات خارجية
- نيكولا شامبيون على موقع ميوزك برينز (الإنجليزية)
- نيكولا شامبيون على موقع أول ميوزيك (الإنجليزية)
- نيكولا شامبيون على موقع ديسكوغز (الإنجليزية)